# عادل طاهر
عادل طاهر (7 أكتوبر 1922 - 2017) هو وزير السياحة والطيران المدني المصري سنة 1980، يعود له فضل تأسيس مدينة 6 أكتوبر، والمجتمعات العمرانية الجديدة، ومراكز الشباب في مصر.

## حياته
عادل إبراهيم طاهر ولد في 7 أكتوبر سنة 1922 بالقاهرة في المملكة المصرية، حصل على بكالوريوس علوم عسكرية من الكلية الحربية سنة 1946، حصل علي شهادة أكاديمية في الدراسات العليا من منظمة الخدمات النرويجية الدولية سنة 1956 في السياسة، عن بحث مهام وعمل الأمم المتحدة 1960 من كلية الحقوق جامعة القاهرة.

## مناصب تقلده
شغل طاهر العديد من المناصب القيادية منها؛
- شغل وظيفة رئيس مكتب وزير الحربية (1946 - 1954).
- مدير مكتب وزير الشئون البلدية والقروية (1955 - 1965).[6]
- سكرتير عام المجلس الأعلى لرعاية الشباب والرياضة (1965 - 1980).
- مؤسس المجلس الأعلى لرعاية الشباب وسبب إنتشار مراكز الشباب (1954 - 1964).
- وكيل أول وزارة السياحة (1980 - 1981).
- وزير السياحة[7] والطيران المدني في وزارة فؤاد محيي الدين (1980 - 1982).[8]
- رئيس مجلس إدارة شركة مصر الدولية لرجال الأعمال ورئيس اللجنة الدائمة للسياحة والرياضة (1983).
- عضو المكتب التنفيذي بالجمعية الدولية للترويح.
- نائب رئيس المجلس الدولي للعلوم الرياضية والتربية البدنية لمنظمة أفريقيا والشرق الأوسط، باليونسكو لمدة تزيد عن ثلاثين سنة.
- عضو الجمعية الأمريكية لوكالات السفر والسياحة.
- مؤسس ورئيس هيئة تنشيط السياحة (1964 - 1982) .
- عضو اتحاد أمريكا اللاتينية للمنظمات السياحة.
- عضو المكتب التنفيذي للاتحاد العربي للسياحة.
- مؤسس وسكرتير المجلس الأعلى لرعاية الشبابة،

## إسهامات
- ساهم طاهر في وضع خطة إنشاء المدن الجديدة وبالأخص المدن الصناعية الأولى، وفي تخطيط مدينة 6 أكتوبر.
- وضع التخطيط والمتابعة لتنفيذ ستاد القاهرة الدولي ومراكز الشباب بمحافظات بمصر خلال منصبة بوزارة الشئون القروية والبلدية.
- صاحب فكرة مراكز الشباب في مصر.

### تنشيط السياحة
- عمل طاهر علي تنشيط السياحة لمصر بعد حرب أكتوبر من خلال إنشاء المعارض الخاصة.
- أقام خمسة عشر معرضاً خاصاً، أنشأ معرض بالقاعة المستديرة بأرض المعارض بالجزيرة سنة 1988.

### معارض فنية
- ساهم طاهر' في بإقامة المسابقات والمعارض الخاصة بالتصوير الفوتوغرافي في مجالات الرياضة والسياحة لعدة سنوات في مصر والخارج، من أجل تنشيط السياحة.
- استخدام الصور الفائزة في مطبوعات السياحة التى كان لها أكبر الأثر في جذب السياحة إلى مصر.
- شارك في معارض صالون النيل للتصوير الضوئى 1988 .
- خلال فترة حياته، جمع العديد من الصور الفوتوغرافية المختلفة التى سجل بعضها بكاميرات أبيض وأسود وألوان منذ سنة 1948 حتي سنة 1990.
- شارك في المعرض القومى للفنون التشكيلية في دورته (22) سنة 1991 .

## قرارات اصدراها
إصدار طاهر أهم القرارات التاريخية بعد توقف السياحة في سيناء بالكامل، بعد حرب أكتوبر، في 26 سبتمبر 1982، ونصت القرارات علي الآتي؛
- قرار باعتبار منطقة العريش منطقة سياحية.[10]
- قرار باعتبار منطقة البحر الأحمر منطقة سياحية.[11]
- قرار باعتبار منطقة ساحل جنوب سيناء (خليج العقبة) منطقة سياحية.[12]

وكان ذلك بمثابة إحلال السلام علي أرض مصر، ودعوة إلي تنشيط السياحة.

## مؤلفاته
له مؤلفات عديدة عن مستقبل مصر والشباب باعتباره سواعد الوطن وتطلعات لتنشيط السياحة ومن أهم مؤلفاته؛
- كتاب الشباب ماضيه وحاضره ومستقبله.[13]
- كتاب الشباب والسلام.[14]
- كتاب السياحة ماضيها وحاضرها ومستقبلها.[15]
- كتاب السياحة العلاجية.
- كتاب السياحة والشباب.
- كتاب السياحة والرياضة.

## أوسمة ومشاركات دولية[3]
- مثل طاهر مصر في العديد من البطولات الدولية منها كرة السلة والتجديف.
- حصل على بطولة الجمهورية ثلاث دورات دولية (1953 - 1956).
- وسام العلم اليوغوسلافي من الرئيس تيتو.
- وسام الاستحقاق في الرياضة من الرئيس بورقيبة.
- جائزة نوبل بيكر للأبحاث الرياضية والبدنية من المجلس الدولي للرياضة العسكرية.
- وسام جمهورية مصر العربية للرياضة من الدرجة الأولى.
- وسام النجمة الذهبي للسياحة الدولية من الاتحاد العربي للسياحة سنة 1978.
- الإكليل الذهبي للحفاظ على التراث الثقافي وحماية البيئة من الاتحاد الدولي للسياحة 1979.
- الميدالية الذهبية الفرنسية سنة 1979.
- وسام فنادق تراست هوس فورتي سنة 1981 تقديرا للمساهمة الفنية في مجال الصناعة الفندقية العالمية وتنمية التفاهم الدولي.
- الجائزة الدولية للسياحة 1983.